# Ali al-Sistani
Ali al-Sistani ou Grande Aiatolá Sayyid Ali Husaini Sistani, nascido em 4 de Agosto de 1930 (aproximadamente, já que a informação é a do calendário islâmico) é um clérigo xiita nascido no Irã (ou Irão), é uma figura política importante no Iraque, principalmente após a ocupação americana em março de 2003.

## Biografia
O Aiatolá Ali al-Sistani nasceu em Mashhad no Irã (ou Irão) no seio de uma família muito religiosa. O seu avô, que possuía esse nome e de onde provêm também o seu, era um erudito que estudou em Najaf. A família de Sistani era originária de Isfahan, e mudou-se posteriormente a Sistan, província de Baluchistão, lugar que deu o seu nome "al-Sistani".
Ali Sistani iniciou a sua educação religiosa muito jovem na sua cidade natal, para depois mudar-se, em 1949 à cidade santa xiita na zona central do Irão. Em 1951 foi para o Iraque para estudar sob a tutela do Grande Aiatolá Abul-Qassim Khoei.
Quando o Aiatolá Khoei morreu em 1992, Sistani subiu ao posto de Grande Aiatolá, herdando toda a rede de Khoei e seus seguidores. Com a morte do Grande Aiatolá Mohammad Sadeq a o-Sadr, Sistani emerge como o mais eminente clérigo xiita do Iraque.
Sistani sobreviveu à perseguição, a qual matou muitos outros clérigos xiitas. A sua mesquita foi fechada em 1994, e não reabriu até depois da invasão estado-unidense ter derrubado o regime de Baath. Desde esse momento isolou-se na seu casa em Najaf e apesar do seu isolamento e inacessibilidade, Sistani possui fortes influências em toda a população xiita do Iraque através de uma rede de clérigos juniores que difundem os seus ensinamentos. Devido a esta influência, teve um papel silencioso mas importante na política em curso no Iraque. Uniu-se ao processo constitucional, pedindo aos seus seguidores xiitas à não retaliação à violência sectária.
Em Agosto de 2004, Sistani, quem tem sofrido de problemas cardíacos, viajou a Londres para receber o tratamento médico. Foi a primeira vez em muitos anos que Sistani deixou a sua casa em Najaf.